# Тыныбаев, Абубакир Алиевич
Абубакир Алиевич Тыныбаев (31 декабря 1927 — 20 января 1999) — советский казахский партийный, государственный и хозяйственный деятель.

## Биография
Родился в Казалинском районе Кызылординской области в семье железнодорожника.
В 1948 году после окончания школы поступил учиться на гидромелиоративный факультет Казахского сельскохозяйственного института. Окончив его в 1953 году, по направлению поехал работать инженером-гидротехником в Акмолинскую область.
В 1981—1986 годах был первым секретарём Талды-Курганского обкома КПСС. Возглавлял министерство мелиорации Казахской ССР.

## Память
Имя Тыныбаева носят улицы Астаны, Алма-Аты и Талдыкоргана.